# Symfonie č. 2 (Dvořák)
Symfonie č. 2 B dur op. 4, B. 12 složil Antonín Dvořák mezi srpnem a říjnem 1865. Dvořák nechal notový zápis zaslat vazači, který jej měl svázat, ale jelikož mu Dvořák nemohl zaplatit, vazač si zápis nechal. Jeho přítel Mořic Anger, který s ním bydlel, Dvořákovi peníze půjčil, aby mohl zápis získat zpět. Později požadoval Anger od Dvořáka peníze zpět, ten však opět svůj dluh nemohl splatit, a tak se symfonie opět od skladatele vzdálila, a Anger si ji ponechal jako zástavu. Vrátil ji až poté, co Dvořák odvolal své dřívější vyhrožování, že skladbu zničí, proti čemuž se Anger vždy stavěl. V roce 1887 Dvořák partituru upravil a poměrně hustou orchestraci osekal.
Světovou premiéru a jediné provedení za skladatelova života měla symfonie v březnu 1888 pod taktovkou Adolfa Čecha (ten dirigoval i premiéru symfonií č. 5 a 6). Premiéra se dočkala pozitivní odezvy.

## Forma

### Obsazení
2 flétny, pikola, 2 hoboje, 2 klarinety, 2 fagoty, 4 lesní rohy, 2 trubky, 3 pozouny, tympány, smyčcové nástroje

### 1. věta: Allegro con moto
V první větě nalezneme dvě hlavní témata. První začíná ve smyčcích.

### 3. věta: Scherzo, Allegro con brio
Pastorální třetí věta může zčásti připomínat díla Felixe Mendelssohna-Bartholdyho. Ze všech Dvořákových Scherz je toto nejméně typické.

### 4. věta: Finale, Allegro con fuoco
Věta začíná "falešnou" tóninou A dur, načež následuje hlavní téma v B dur. Druhé zpěvné téma se objevuje ve violoncellu a je doprovázeno pizzicatem ve smyčcích. Další hudební vývoj se neodehrává čistě v sonátové formě, a přivádí hlavní téma zpět.